# Кімія Алізаде
Кімія Алізаде (перс. کیمیا علیزاده زنوزی, нар. 10 липня 1998) — іранська тхеквондистка, бронзова призерка Олімпійських ігор 2016 року.

## Раннє життя
Кімія народилася в Караджі. Її сім'я - іранці азербайджанського походження. Її батько родом із Зонуза біля Тебріза, а мати - з Ардебіля. До Олімпійських ігор 2016 року її прізвище помилково записували як Дзеноорін.

## Кар'єра в тхеквондо
У 18 років Алізаде виграла бронзову медаль у тхеквондо у ваговій категорії 57 кг на літніх Олімпійських іграх 2016 року в Ріо-де-Жанейро, перемігши шведського спортсмена Нікіту Гласновича. Її перемога зробила її першою іранською жінкою, яка виграла медаль на літніх Олімпійських іграх.
Вона також виграла золоту медаль у ваговій категорії до 63 кг на юнацьких Олімпійських іграх у Нанкіні 2014 року. На Чемпіонаті світу 2015 року вона перемогла золоту медалістку Лондона 2012 року та Ріо-де-Жанейро 2016 року Джейд Джонс і здобула бронзову медаль. Через два роки вона також виграла срібну медаль на Чемпіонаті світу з тхеквондо 2017 року.
Вона увійшла до списку 100 надихаючих та впливових жінок з усього світу за версією BBC у 2019 році.
На літніх Олімпійських іграх 2020 року Алізаде представляла Олімпійську збірну біженців, перемігши іранську спортсменку Нахід Кіані та вирвавши перемогу у першої ракетки світу Джейд Джонс, перш ніж втратити бронзову медаль.

## Дезертирство
10 січня 2020 року Алізаде оголосила, що вона дезертирує і залишає країну свого народження, виступивши з гострою критикою режиму Ірану. Вона не виступала за Іран на літніх Олімпійських іграх 2020 року і розглядала можливість виступати за Німеччину, але врешті-решт змагалася у складі команди біженців.
Вона написала пост в Instagram, в якому пояснила, що дезертирує через обмеження прав жінок в Ірані, назвавши себе "однією з мільйонів пригноблених жінок в Ірані, з якими граються роками". "Вони забирали мене, куди хотіли. Я носила все, що вони казали. Кожне речення, яке вони наказували мені вимовити, я повторювала. Кожного разу, коли вони вважали за потрібне, вони експлуатували мене", — написала вона, додавши, що це завжди ставилося в заслугу тим, хто відповідав за це. Далі вона написала, що "не хоче більше сидіти за столом лицемірства, брехні, несправедливості і лестощів", а також залишатися співучасником "корупції і брехні" режиму.
Абдолкарім Хоссейнзаде, член іранського парламенту, звинуватив "некомпетентних чиновників" у тому, що вони дозволили "людському капіталу Ірану втекти".
За кілька місяців до її втечі низка провідних іранських спортивних діячів вирішили припинити представляти Іран - або фізично покинути його. У вересні 2019 року Саїд Моллаї, який займається дзюдо і був чемпіоном світу, виїхав з Ірану до Німеччини після того, як іранські чиновники нібито тиснули на нього, щоб він відмовився від поєдинку, щоб не змагатися з ізраїльтянами. Аліреза Фірузжа, яка була найсильнішою шахісткою Ірану, вирішила припинити виступи за Іран у грудні 2019 року через неформальну заборону Ірану змагатися з ізраїльськими гравцями.

## Виступи на Олімпіадах
| Олімпіада           | Дисципліна | Місце |
| ------------------- | ---------- | ----- |
| Ріо-де-Жанейро 2016 | до 57 кг   | 3     |